# 博考·安南
博考·安南（皇家轉寫：Pokkhao Anan；1991年3月4日—)，泰国足球运动员，生于曼谷。目前在泰國甲組足球聯賽曼谷聯效力，司职中场。

## 职业生涯
2009至2010年间，博考·安南一直在小俱乐部泰国本田效力。2011年，他加盟了泰超球队警察联。

## 国际比赛
博考·安南在2010年和2011年先后进入泰国U19国家队和泰国U23国家队。2011年，为备战2014年世界杯足球赛外围赛，时任泰国国家队主教练雲費特·舒哈化将他招入队中。2013年6月15日泰国客场与中国的友谊赛中，安南首发登场，在第16分钟首开纪录，帮助球队取得领先。这是他为泰国国家队打入的第一粒入球，这场比赛是他第三次代表泰国国家队出场。第69分钟时，安南被换下。最终泰国5比1战胜中国队，中国队惨败在中国国内引起众怒，导致主教练卡马乔下课。

### 国际比赛入球
进球和比分两栏中泰国居前
|    | 日期           | 场地                                 | 对手       | 进球 | 比分 | 赛事                   |
| -- | -------------- | ------------------------------------ | ---------- | ---- | ---- | ---------------------- |
| 1. | 2013年6月15日  | 中华人民共和国合肥合肥奥体中心体育场 | 中國       | 1–0  | 5–1  | 友谊赛                 |
| 2. | 2015年3月26日  | 泰國呵叻八十大壽體育場               | 新加坡     | 2–0  | 2-0  | 友誼賽                 |
| 3. | 2015年5月24日  | 泰國曼谷拉加曼加拉體育場             | 越南       | 1–0  | 1-0  | 2018年世界盃外圍賽     |
| 4. | 2015年11月12日 | 泰國曼谷拉加曼加拉體育場             | 中華臺北   | 2–1  | 4–2  | 2018年世界盃外圍賽     |
| 5. | 2017年9月5日   | 墨爾本墨爾本矩形球場                 |            | 1–1  | 1–2  | 2018年世界盃外圍賽     |
| 6. | 2018年11月17日 | 泰國曼谷拉加曼加拉體育場             | 印度尼西亞 | 4–1  | 4–2  | 2018年東南亞足球錦標賽 |